# Kingdom Centre
Het Kingdom Centre (Arabisch: برج المملكة) in Riyad is de op een na hoogste wolkenkrabber van Saoedi-Arabië, na de Abraj Al Bait-toren in Mekka. Met een hoogte van 302 m, was dit gebouw in 2007 het 42ste hoogste gebouw ter wereld. Het gebouw zelf is gebouwd op 185.000 m², terwijl het hele centrum gebouwd is op 300.000 m².
Het Kingdom Centre is eigendom van de Saoedische prins Al-Waleed bin Talal al-Saoed. De totale kosten van het project waren 1,717 miljard Saoedi-Arabische riyal. Het Amerikaanse bedrijf Bechtel Corporation tekende het contract. Gelegen aan de Al-Urubah-weg en tussen de Koning Fahd-weg en Olaya-straat, maakt het Kingdom Centre deel uit van de snelgroeiende bedrijfswijk Olaya, in de Saoedische hoofdstad Riyad. In 2002 won de wolkenkrabber het Emporis Skyscraper Award als "beste nieuwe wolkenkrabber van het jaar voor ontwerp en functionaliteit". Een winkelcentrum dat drie verdiepingen in beslag neemt en ook een grote ontwerpprijs won, vult de oostelijke vleugel op. De grote opening is tijdens de nacht verlicht, de kleur verandert steeds.
Naast het winkelcentrum is er ook een Four Seasons Hotel en zijn er "state-of-the-art"-appartementen. Het is mogelijk om naar de "luchtbrug" te gaan alwaar men een compleet uitzicht heeft over Riyad.
- Service Floor (-1) 10 winkels
- Ground Floor ( 0) 74 winkels
- First Floor (+1) 37 winkels
- Ladies Floor (+2) 40 winkels